# Lauterbach (Wartburgkreis)

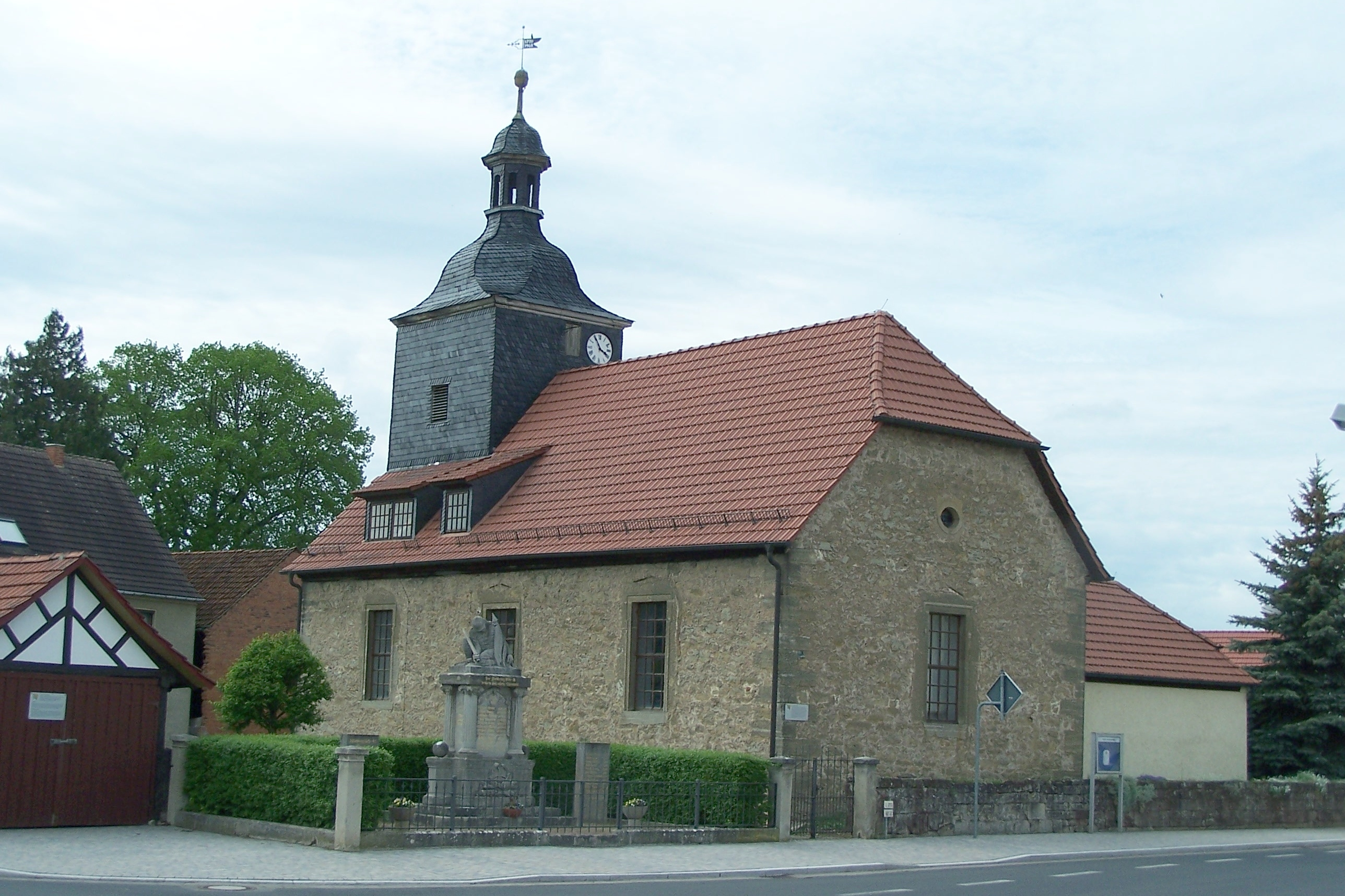
Kirche St. Nikolai in Lauterbach

Lauterbach ist eine Gemeinde im Wartburgkreis in Thüringen. Sie wird von der Verwaltungsgemeinschaft Hainich-Werratal verwaltet.

## Geographie
Lauterbach liegt am Rande des Nationalparks Hainich in der sogenannten „Berka-Mihlaer Mulde“, etwa 13 km nördlich von Eisenach und 16 km von Mühlhausen entfernt. Durch den Ort fließt der Lauterbach, der im Nachbarort Mihla in die Werra mündet.
Die nur sieben Quadratkilometer große Gemarkung erstreckt sich als schmaler Streifen vom Hainich bis an den Reitenberg. Der höchste Punkt befindet sich am Westhang des Berges Schnepfenhardt nahe beim dortigen Dreiherrenstein 395 m ü. NN. Das Ackerland reicht am Reitenberg bis zu einer Höhe von 329 m ü. NN. Der Boden gilt als fruchtbar, er wird von Verwitterungsschutt der hier zu Tage tretenden Muschelkalk- und Keuper-Formation durchsetzt.

## Geschichte
Der Ort ist in seinen Grundzügen bereits vor dem 9. Jahrhundert in germanischer Zeit entstanden, als 15 Höfe gezählt wurden. Die erste urkundliche Nennung als „Luterenbach“ stammt aus dem Jahr 1155. Um 1700 wurde die heutige Kirche erbaut. Von einem einstigen Wohlstand Lauterbachs, der durch den Waldreichtum um den Ort ausgelöst wurde, zeugt ein Schnitzaltar in der Kirche aus der Zeit um 1500. Der Pest um 1600 fielen 75 Menschen zum Opfer, was ein Viertel der damaligen Einwohnerzahl darstellt. 1638 richtete man in einem Wohngebäude eine Schule ein, die dort bis 1905 verblieb, als ein Neubau fertiggestellt wurde. Die Familie von Hopffgarten war adeliger Grund- und Gerichtsherr im Ort, deshalb gehörte Lauterbach zu deren „Hopffgartenschen Gericht“ und somit bis 1920 als Exklave zu Sachsen-Gotha.
Im Riedeselschen Herrenhaus und umliegenden Baracken existierte ab 1933 ein RAD-Lager.
In der Nacht zum 31. März 1944 stürzte zwischen Lauterbach und Bischofroda ein britisches Bombenflugzeug vom Typ Avro Lancaster ab. Die Maschine war beim Anflug auf Nürnberg in Brand geschossen worden und explodierte über dem Hainich. Die achtköpfige Besatzung – Angehörige der kanadischen und der australischen Luftwaffe – kamen ums Leben. Nur von einem Besatzungsmitglied – dem 21 Jahre alten Sergeant John Alfred Noske aus Williams in Westaustralien – wurden identifizierbare Überreste geborgen, die gemeinsam mit Körperteilen von zwei anderen Besatzungsmitgliedern auf dem Friedhof Eisenach bestattet und später nach Berlin umgebettet wurden. Alle anderen Besatzungsmitglieder ruhen seither im Kalkgrund.
In den Jahren nach der Wiedervereinigung wurden zwei Neubaugebiete erschlossen, der Wohnpark „Im Rieth“ und „Am Sportplatz“.

## Kultur und Sehenswürdigkeiten
In der um das Jahr 1700 errichteten Lauterbacher St. Nicolaikirche befindet sich ein Marienaltar, der als eines der herausragendsten Kunstwerke des Mittelalters in Thüringen bezeichnet wird. Ein weiteres Wahrzeichen ist der um 1635 während der Pest erbaute „Sonntagsbrunnen“. Dort trafen sich die Dorfbewohner jeden Sonntag, um die Anzahl der noch nicht von der Krankheit betroffenen Mitbürger feststellen zu können. In symbolischer Form wurde der Brunnen auch in das Ortswappen einbezogen. Innerhalb des Ortskerns befinden sich einige sanierte Fachwerkhäuser.

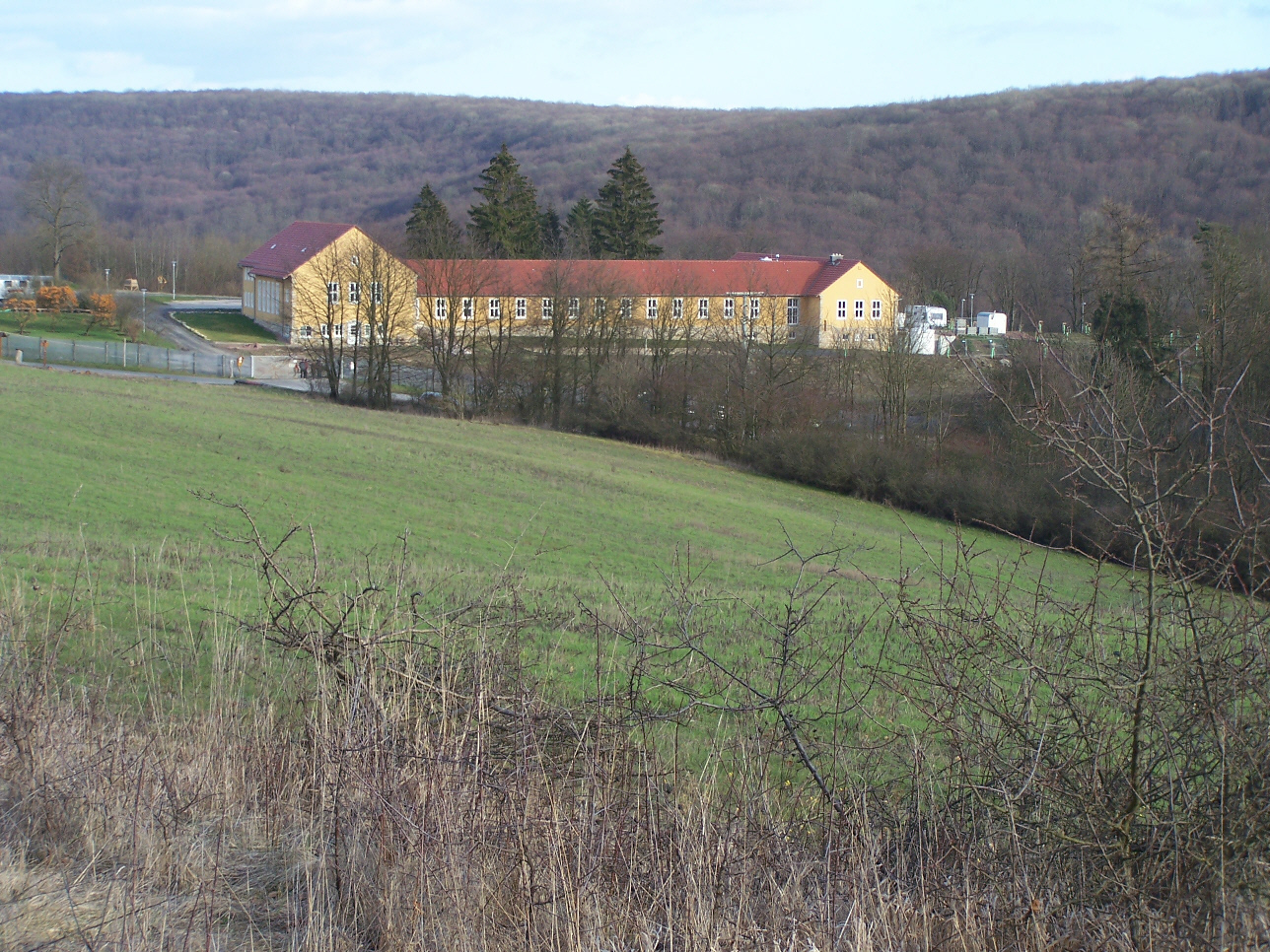
Die Jugendherberge auf dem Harsberg

Die Gemeinde besitzt mit dem auf dem Harsberg im Jahr 2008 eröffneten Urwald-Life-Camp eine neue Attraktion besonders für Schulklassen und Jugendliche. Die in den 1930er Jahren erbaute Segelfliegerschule diente zunächst der Ausbildung von Piloten und wurde in der DDR-Zeit als Militärobjekt genutzt. Nach der Gründung des Nationalparks wurde die Idee eines Abenteuer- und Erlebniscamps entwickelt.
Die 250 bis 300 Jahre alte Linde am Friedhof wurde 1966 als Naturdenkmal ausgewiesen.

### Regelmäßige Veranstaltungen
Seit 1868 findet in Lauterbach eine Kirmes statt.
Seit 1991 wird darüber hinaus von den Ortsvereinen das „Frühlingsfest“ veranstaltet.

## Politik

### Gemeinderat
Der Gemeinderat in Lauterbach setzt sich aus acht Mitgliedern zusammen.
| Listenname                                                | Stimmenanteil | Sitze |
| --------------------------------------------------------- | ------------- | ----- |
| Wählergemeinschaft Freiwillige Feuerwehr Lauterbach e. V. | 63,3 %        | 5     |
| UWG Kultur und Tradition                                  | 8,2 %         | 1     |
| UWG Sport Lauterbach                                      | 28,5 %        | 2     |

(Stand: Kommunalwahl am 26. Mai 2024)

### Bürgermeister
Zum ehrenamtlichen Bürgermeister wurde Bernd Hasert am 12. Juni 2022 mit 92,8 Prozent bei einer Wahlbeteiligung von 35,0 Prozent gewählt. Bereits am 5. Juni 2016 wurde er wiedergewählt.

### Wappen
| | Blasonierung: „Durch einen blauen Wellenbalken schrägrechts geteilt von Silber und Gold, zeigt links die grüne Säule eines Pumpbrunnens und rechts einen grünen Buchenzweig.“ |
| Wappenbegründung: Der Buchenzweig steht für den Nationalpark Hainich mit seinem Buchenbestand. Der Wellenschrägbalken symbolisiert das für den Ort namengebende Flüsschen Lauter. Der so genannte Sonntagsbrunnen wurde nach Überlieferungen so genannt, weil 1635 eine Pest in Lauterbach so stark wütete, dass sich die Bewohner des Ortes an jedem Sonntag dort trafen um festzustellen, wer noch am Leben war. Das Wappen wurde von dem Heraldiker Karl-Heinz Fritze aus Niederorschel gestaltet und am 4. März 2005 durch das Thüringer Landesverwaltungsamt genehmigt. | |

### Flagge
Die Flagge der Gemeinde Lauterbach ist grün mit weißen Flanken (1:2:1) und trägt das Gemeindewappen.

### Dienstsiegel
Das Dienstsiegel trägt die Umschrift im oberen Halbbogen „THÜRINGEN“, im unteren Halbbogen „Gemeinde Lauterbach“ und zeigt das Gemeindewappen.